# Ellis Marsalis Jr.
Pour les articles homonymes, voir Marsalis.
Ellis Louis Marsalis Jr., né le 14 novembre 1934 à La Nouvelle-Orléans et mort le 1er avril 2020 dans la même ville, est un pianiste et professeur de jazz américain.
Marsalis est le patriarche d'une famille musicale : Branford Marsalis, saxophoniste, Wynton Marsalis, trompettiste, Delfeayo Marsalis, tromboniste, Jason Marsalis, batteur. Parmi ses élèves les plus connus figurent Harry Connick Jr., Terence Blanchard, Donald Harrison, Victor Goines (en), Reginald Veal (en).

## Biographie

### Jeunesse et formation
À partir de l'âge de onze ans, Ellis Marsalis étudie la clarinette à la Xavier University Preparatory School (en) de la Nouvelle Orléans, puis il étudie le saxophone ténor et le piano. Après ses études secondaires, il est admis à l'Université Dillard,où il obtient un baccalauréat universitaire (licence) en enseignement musical en 1955.
Pendant ses études, il découvre dans les années 1940 la musique de Charlie Parker et de Dexter Gordon. Il forme un combo qui joue du bebop avec le batteur Ed Blackwell, le clarinettiste Alvin Batiste, et le saxophoniste Harold Battiste (en),.

### Carrière
En 1956, sur l'invitation d'Ornette Coleman, Ellis Marsalis part s'installer en Californie accompagné par Ed Blackwell. En juin 1957, il est enrôlé au sein du United States Marine Corps pour un service de deux ans. Il passe son service militaire dans une base californienne. Il joue du piano les weekends pour une émission de télévision hebdomadaire de la CBS, Dress Blues patronnée par la Marine et une émission de radio intitulée Leather Songbook, également parrainée par la Marine.
De retour à la Nouvelle Orléans en 1959, il travaille au Playboy Club (en) de la ville, puis en 1967, il est engagé par le trompettiste Al Hirt. Au sein de cet orchestre il peut se faire entendre dans des émissions à forte audience comme le Tonight Show et l'Ed Sullivan Show.

### Vie privée
En 1959, Ellis Marsalis épouse la musicienne Dolores Ferdinand, surnommée la « matriarche de la famille Marsalis », le couple donne naissance à six fils Branford, Wynton, Ellis III, Delfeayo, Mboya et Jason ; Dolores décède le 18 juillet 2017 à l'âge de quatre vingts ans,,.

### Mort
Ellis Marsalis décède des suites d'une pneumopathie liée à la Covid-19 le 1er avril 2020.

## Discographie indicative

### Sous son nom
- 1978 : Solo Piano Reflections, label : ELM records,
- 1985 : Syndrome, label : ELM Records,
- 1990 : A Night At Snug Harbor, New Orleans, label : Somethin'Else Records,
- 1991 : Piano In E/Solo Piano, label : Rounder Records,
- 1991 :  Heart Of Gold, label : Columbia Records,
- 1994 : Whistle Stop,  label : Columbia Records,
- 1999 : Duke In Blue,  label : Columbia Records,
- 2004 : Ruminations In New York, label : ESP-Disk,
- 2017 : Recorded Live At The 2017 New Orleans Jazz & Heritage Festival, label : MunckMix,
- 2018 : An 80th Birthday Celebration !, label : ELM Records.

### En collaboration
- 1982 :  Fathers & Sons, avec Wynton Marsalis, Branford Marsalis, Chico Freeman et Von Freeman, label : Columbia Records,
- 1985 : Homecoming, avec Eddie Harris, label : ELM Records,
- 1990 : Return To The Wide Open Spaces, avec David "Fathead" Newman et Cornell Dupree, label : Amazing Records,
- 1995 : Joe Cool's Blues, avec Wynton Marsalis, label : Columbia Records,
- 1996 : Loved Ones, avec  Branford Marsalis, label : Columbia Records,
- 1999 : Jodi, avec Wynton Marsalis et Art Blakey, label : Memo Music,

## Prix et distinctions
- 2007 : l'université Tulane de la Nouvelle Orléans l'éléve au grade de docteur honoris causa[10].
- 2008 : cérémonie d'entrée au Louisiana Music Hall of Fame (en)[11].
- 2011 : co-lauréat avec ses fils du National Endowment for the Arts' Jazz Masters Award[12],[13],[14].

## Hommages
À la nouvelle de son décès, la maire de la Nouvelle Orléans LaToya Cantrell, lui rend immédiatement hommage en déclarant : « Ellis Marsalis était une légende. Il était le prototype de ce que nous voulons dire lorsque nous parlons du jazz de la Nouvelle-Orléans. Il était un pédagogue, un père, une icône, et les mots sont bien impuissants à décrire l'art, la joie et l’émerveillement qu'il a apporté au monde »,.
Le doyen de la faculté de droit de Harvard, David B. Wilkins (en) envoie un message à son fils Branford Marsalis dans lequel il écrit : « Nous pouvons tous nous émerveiller devant la détermination et l'audace d'un homme qui était convaincu  qu'il pouvait enseigner à ses garçons noirs l'excellence dans un monde qui refusait cette possibilité, puis les regarder  progresser et ainsi  redéfinir ce que l'excellence signifie de tous temps. »